# Batalla de Buzenval
La batalla de Buzenval, también conocida como batalla de Mont Valerien, fue una parte del sitio de París durante la guerra franco-prusiana. 
El 19 de enero de 1871, el día siguiente de que Guillermo de Prusia fuera coronado emperador de Alemania, Louis Jules Trochu atacó a los prusianos al oeste de París, en el Parque de Buzenval. Los atacantes sitiaron la ciudad de Saint-Cloud, que se encontraba cerca de la oficina central del nuevo emperador en Versalles. Trochu fue capaz de mantener su posición en Saint-Cloud durante la mayor parte del día, pero el fracaso de otra fuerza francesa al conservar sus posiciones lo dejó aislado y el ejército de Federico de Hohenzollern, hijo de Guillermo, fue capaz de forzar a Trochu a que volviera a refugiarse en París antes del día siguiente. 
Este fue el último esfuerzo para romper el sitio de París. Trochu entregó el mando de la defensa parisina a Joseph Vinoy, quien rindió la ciudad 10 días más tarde.